# Stefan Józef Hordyński
Stefan Józef Hordyński herbu Sas – podstarości lwowski w latach 1775-1778, stolnik żydaczowski w latach 1770-1773, sędzia grodzki lwowski w latach 1767-1773, pisarz grodzki lwowski w latach 1757-1767, sędzia kapturowy ziemi lwowskiej w 1764 roku.